# The BossHoss
Pour l’article homonyme, voir Boss Hoss.
The BossHoss est un groupe allemand de rock et pop, originaire de Berlin. Il se fait connaître par la reprise en version country de titres pop, rock et hip-hop dont Hot in Herre de Nelly, Toxic de Britney Spears ou Hey Ya! de OutKast. Ils jouent du stéréotypée américain du cow-boy par leurs tenues et leurs comportements. Ils portent des Stetson, débardeurs, grandes lunettes de soleil.

## Histoire

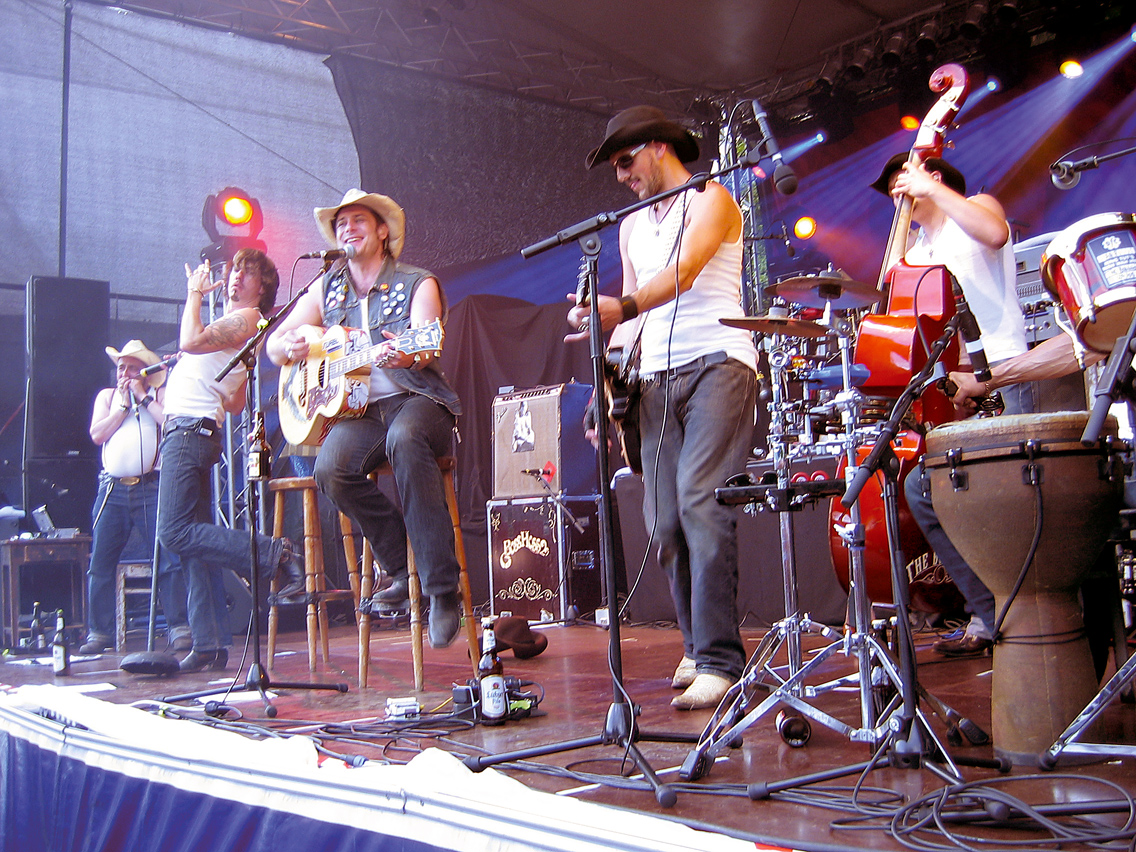
The BossHoss en concert le 16 juin 2007 en Allemagne.

Le groupe se forme en 2004 à Berlin par la motivation de Boss et Hoss qui donneront leur nom au groupe d'après le titre éponyme du groupe The Sonics. Ils sont mis en avant dans l'émission Tracks (sur la chaîne de télévision franco-allemande Arte). Ils signent ensuite un contrat avec Universal Music Domestic Division.
L'année suivante, ils sortent leur premier album Internashville Urban Hymns et obtiennent un contrat avec le fabricant de crèmes glacées Langnese, pour lequel ils reprennent le titre « Like Ice In The Sunshine », pour un spot publicitaire. Ils reprennent ensuite le titre Ça plane pour moi de l'artiste belge Plastic Bertrand.
BossHoss participent en 2006 à la bande originale du film FC Venus. Le 28 avril 2006 sort le premier single I Say a Little Prayer de leur second album Rodeo Radio qui lui sort le 19 mai. Après la sortie de ce deuxième album, leur premier connut un regain d'intérêt et se vendit à plus de 100 000 exemplaires.
En 2012, Boss Burns et Hoss Power sont membres du jury du télé-crochet The Voice of Germany, aux côtés notamment de la chanteuse Nena. En 2014, le groupe participe au Soundwave Festival.
En 2017, leur reprise de Word Up! du groupe Cameo apparu sur l'album Internashville Urban Hymns apparait dans le film Kingsman : Le Cercle d'or.

## Membres

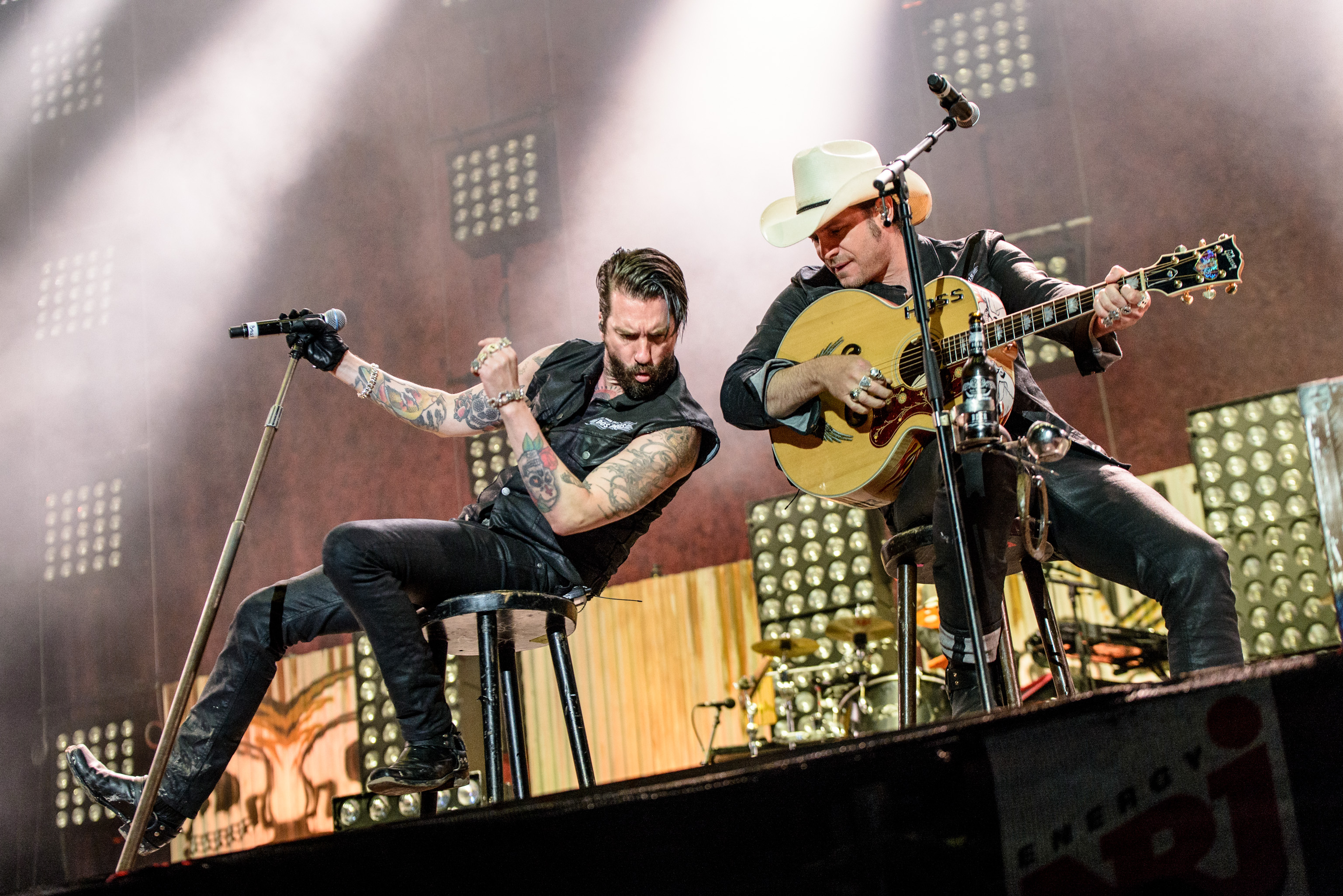
Live @ Rock in Park 2016.

- Boss Burns (Alec Völkel) - chant, planche à laver
- Hoss Power (Sascha Vollmer) - chant, guitare acoustique
- Sir Frank Doe (Ansgar Freyberg) - batterie
- Hank Williamson (Malcolm Arison, anciennement Hank Doodle, Mathias Fauvet) - mandoline, planche à laver et harpe
- Guss Brooks (André Neumann) - basse acoustique
- Russ T. Rocket (Stefan Buehler / anciennement Russ T. Nail, Dean Micetich) - guitare électrique
- Ernesto Escobar de Tijuana (Tobias Fischer) - percussions
- Timothy Dhalleine - ukulélé, bongos

## Discographie

### Albums studio
- 2005 : Internashville Urban Hymns (sorti le 23 mai 2005)
- 2006 : Rodeo Radio (sorti le 19 mai 2006)
- 2007 : Stallion Battalion (sorti le 26 octobre 2007)
- 2008 : Stallion Battalion live from Cologne (sorti le 7 mars 2008) (double CD-DVD)
- 2009 : Do or Die (sorti le 19 juin 2009)
- 2010 : Low Voltage (sorti le 23 avril 2010)
- 2011 : Liberty of Action (sorti le 29 novembre 2011)
- 2013 : Flames of Fame (sorti le 11 octobre 2013)
- 2015 : Dos Bros
- 2018 : Black Is Beautiful (sorti le 26 octobre 2018)
- 2023 : Electric Horsemen

### Singles
- 2005 : Hey Ya! (2005) (reprise de OutKast)
- 2005 : Hot In Herre/ Like Ice In The Sunshine (2005) (double single avec reprises de Nelly et du thème du spot télé pour Langnese)
- 2005 : Christmas-CD (Last Christmas (reprise de Wham) et Riding Home for Christmas)
- 2006 : I say a little prayer (Bacharach-David)/ You'll Never Walk Alone (Rodgers-Hammerstein)
- 2006 : Ring, Ring, Ring (reprise de De La Soul)
- 2006 : Rodeo Radio

### Reprises
- 2011 : My Country (reprise de Mein Land, Rammstein)